# Dawka graniczna
Dawka graniczna – podstawowa wielkość dozymetryczna, wartość dawki promieniowania jonizującego, wyrażona jako dawka skuteczna lub równoważna, dla określonych osób, pochodzącą od kontrolowanej działalności zawodowej, której nie wolno przekroczyć.
Dawka jest określana jako suma narażeń wewnętrznych i zewnętrznych w okresie 1 roku. Stanowi maksymalną graniczną dawkę określoną dla danego źródła promieniowania, danej grupy osób i dla określonej tkanki, narządu.
Wartości dawek granicznych określa Rozporządzenie Rady Ministrów z dnia 11 sierpnia 2021 r. w sprawie wskaźników pozwalających na wyznaczenie dawek promieniowania jonizującego stosowanych przy ocenie narażenia na promieniowanie jonizujące.